# دختر بهترین دوست من (فیلم ۱۹۸۳)
دختر بهترین دوست من (فرانسوی: La Femme de mon pote‎) فیلمی در ژانر کمدی به کارگردانی برتران بلیه است که در سال ۱۹۸۳ منتشر شد. از بازیگران آن می‌توان به ایزابل هوپر و کولیش اشاره کرد.